# Boris Karloff
Boris Karloff, pseudonimo di William Henry Pratt (Londra, 23 novembre 1887 – Midhurst, 2 febbraio 1969), è stato un attore britannico.
Affermatosi nel cinema come interprete di personaggi immaginari mostruosi, legò il suo nome alle più significative realizzazioni di film dell'orrore dagli anni trenta agli anni sessanta, venendone considerato come uno dei più grandi divi, tanto da essere ritenuto il successore di Lon Chaney. È considerato insieme a Bela Lugosi, Peter Cushing, Vincent Price e Christopher Lee fra i grandi interpreti del cinema dell'orrore.
Divenne famoso grazie alla sua interpretazione del mostro di Frankenstein nell'omonimo film del 1931 che, grazie alla originale caratterizzazione del personaggio ideata dal regista sulle sembianze dell'attore stesso, insieme al truccatore Jack Pierce, rimarrà nota come una delle maschere più famose e imitate nella storia del cinema horror; la sua interpretazione divenne iconica restando nell'immaginario collettivo come quella definitiva. Le interpretazioni successive in film come Il castello maledetto (1932) e La mummia (1932), fecero divenire il suo nome sinonimo stesso del cinema horror.

## Biografia

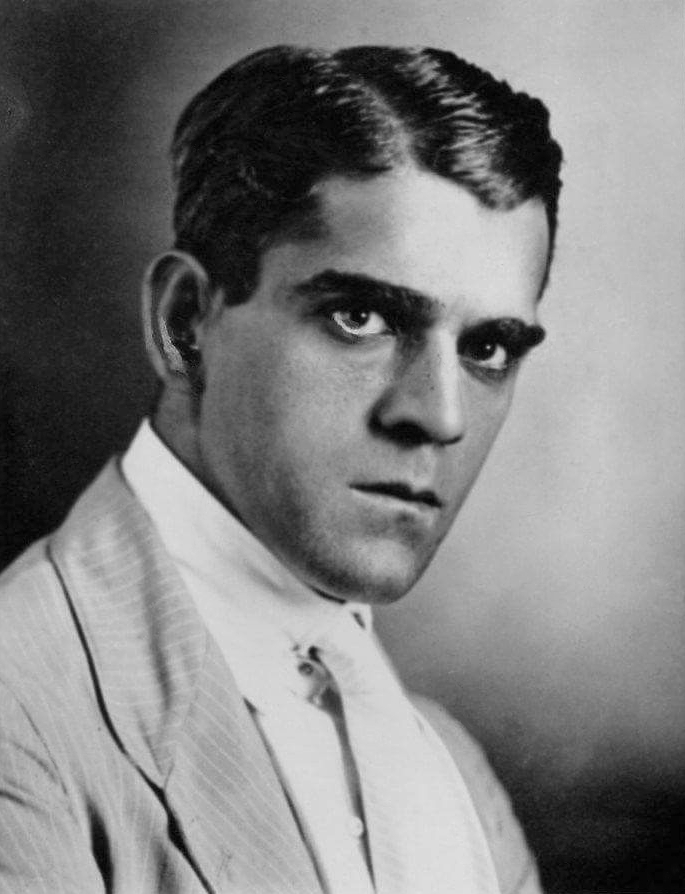
Boris Karloff nel 1913

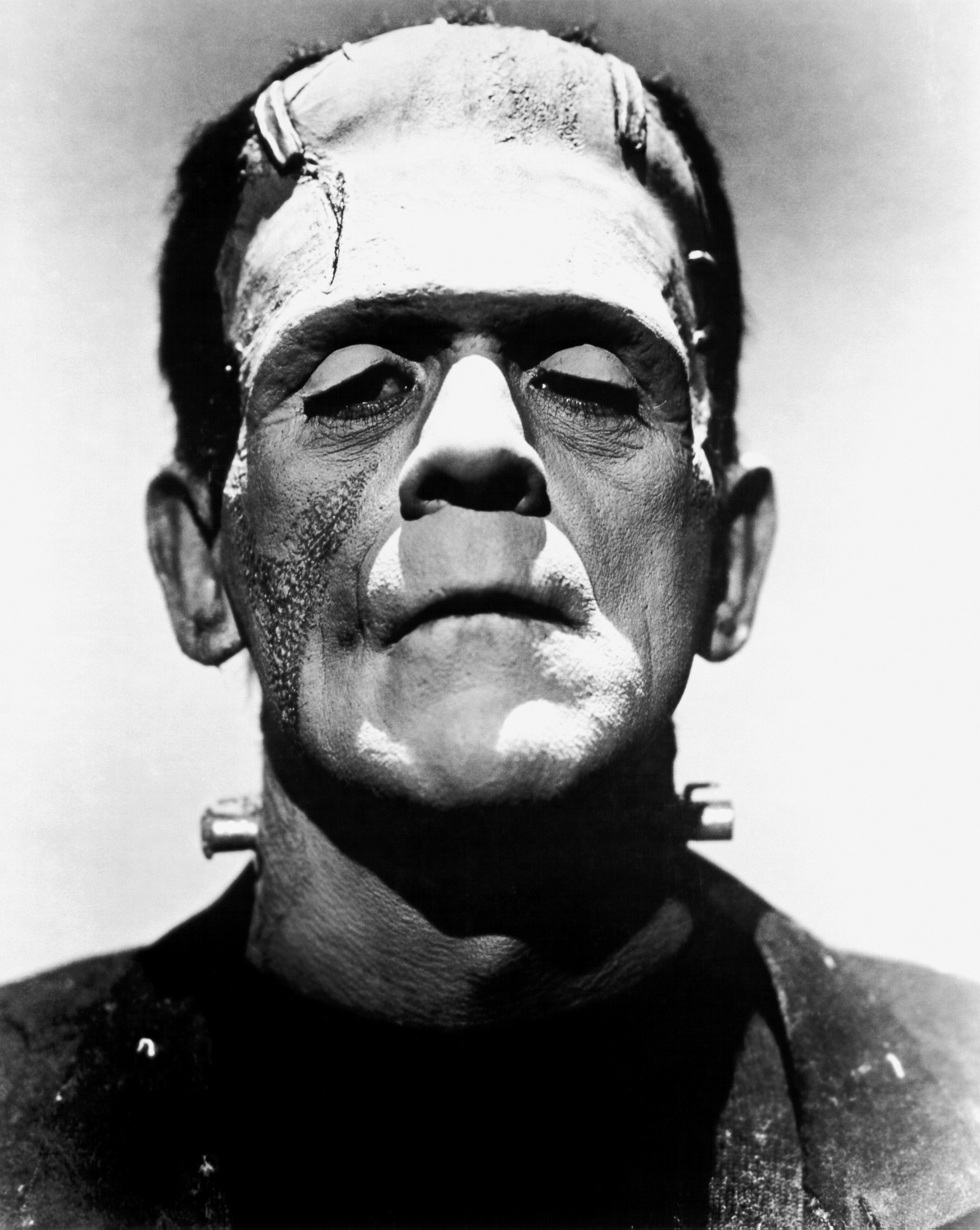
Karloff nel film Frankenstein (1931)

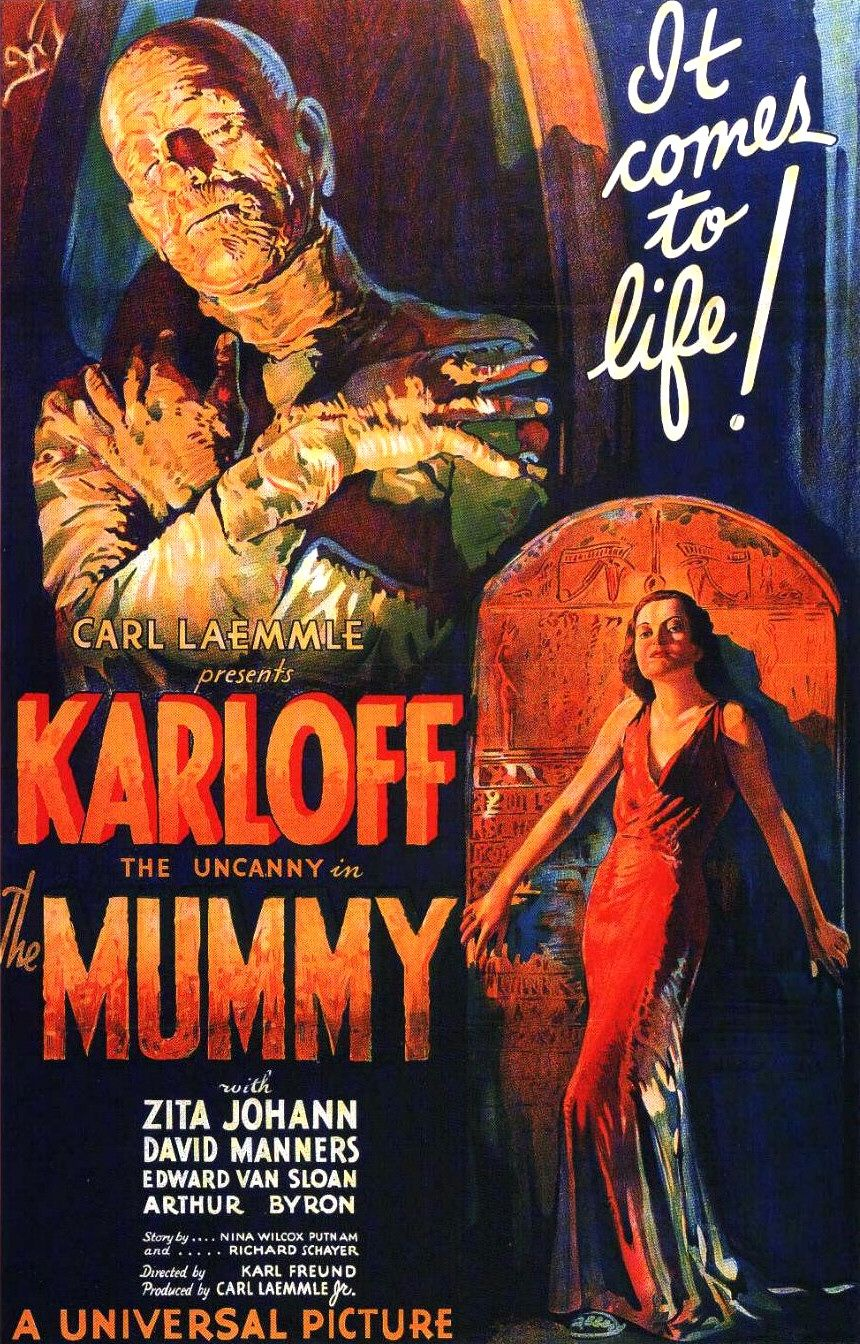
Manifesto del film La mummia (1932)

Boris Karloff nacque a Londra, nel quartiere di Dulwich, il 23 novembre 1887. Era l'ottavo figlio di un funzionario del corpo diplomatico, Edward John Pratt, Jr., di padre britannico e madre indiana, e di Eliza Sarah Millard, anch'essa di origine indiana e nipote di Anna Leonowens. Anche il fratello, Sir John Thomas Pratt, seguì le orme paterne, diventando diplomatico.
Rimasto presto orfano, dopo aver terminato gli studi, nel 1909 si trasferì in Canada dove, assunto il nome d'arte con cui sarebbe divenuto famoso prendendolo da un cognome della famiglia materna, esordì come attore in compagnie di giro; si trasferì poi, nel 1915, negli Stati Uniti d'America, dove proseguì l'attività di attore teatrale fino a quando, durante una tournée, giunse a Los Angeles e decise di provare a diventare attore di cinema. Esordì sul grande schermo nel 1918, lavorando in oltre ottanta film prima di raggiungere nel 1931 il successo quando ebbe la parte del mostro nel film Frankenstein di James Whale e si fece notare per il ruolo che ebbe nel film Codice penale di Howard Hawks, che lo fecero divenire una celebrità.
Divenne noto principalmente come attore di film dell'orrore, interpretando innumerevoli lungometraggi di genere come La mummia (1932), La maschera di Fu Manciu (1932), La moglie di Frankenstein (1935), Il figlio di Frankenstein (1939), Frankenstein 1970 (1958) e molti altri. Al di fuori del genere, costruì alcune forti caratterizzazioni, come il soldato britannico in La pattuglia sperduta (1934) di John Ford, o il detective orientale Mr. Wong in una serie di film nel periodo 1938-1939, nonché in un episodio della serie di film del detective Charlie Chan, Il pugnale scomparso (Charlie Chan at the Opera, 1936).
Firmò poi un contratto per la RKO Pictures per la quale interpretò, dal 1945 al 1946, tre film che rappresentano probabilmente l'apice nella sua carriera: La jena e Il vampiro dell'isola, entrambi del 1945 e Manicomio del 1946. Interpretò poi Capitan Uncino in una rappresentazione teatrale nella primavera del 1950 che ottenne un clamoroso successo a Broadway.

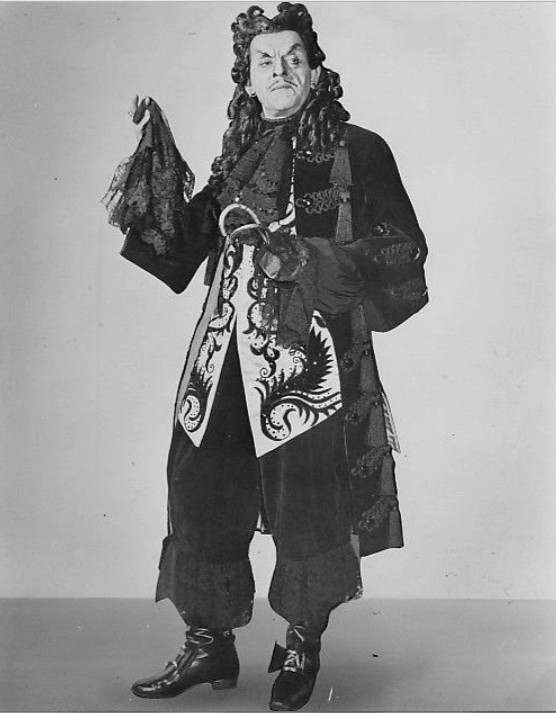
Nella parte del Capitan Uncino

Finito il periodo d'oro dei mostri della Universal, rimase indissolubilmente legato all'immagine di attore di genere e si vide costretto ad accettare parti in una lunga serie di film non sempre di alta fattura, incentrati su mostri e scienziati pazzi, cambiando in alcune occasioni registro in commedie come Sogni proibiti (1947) con Danny Kaye, Gianni e Pinotto e l'assassino misterioso (1949) e Gianni e Pinotto contro il dottor Jekyll (1953), entrambi accanto a Bud Abbott e Lou Costello, e nel western Gli invincibili (1947), nella parte di un capo indiano, al fianco di Gary Cooper. Lavorò comunque sempre molto, anche per la televisione e per produzioni europee. In Italia apparve nel modesto Il mostro dell'isola (1954) e in uno dei capolavori di Mario Bava, il film a episodi I tre volti della paura (1962), nella parte di un vampiro nell'episodio I Wurdalak, oltre a presentare il film all'inizio e nel finale. Fra i suoi ultimi lavori si ricordano buone produzioni di Roger Corman come I maghi del terrore (1963) e Il killer di Satana (1968) di Michael Reeves.

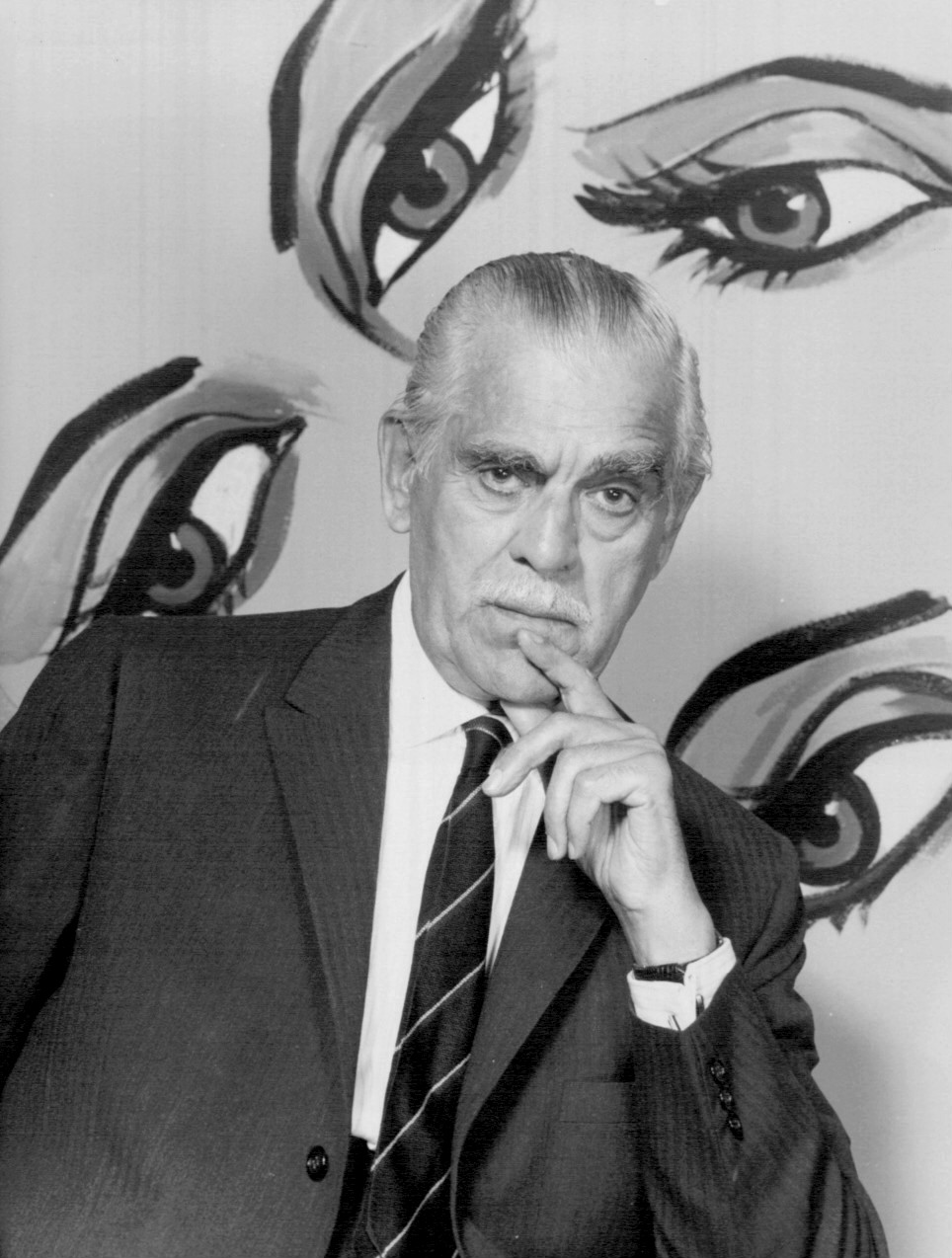
Boris Karloff presentatore della serie Thriller (1960-1962)

Nei primi anni sessanta, così come Alfred Hitchcock in Alfred Hitchcock presenta, introdusse diversi episodi di una serie televisiva, Thriller. Fra i suoi ultimi film, da ricordare Bersagli (1968), nella quale interpretò un anziano attore di film horror. A dispetto dei personaggi negativi e dei ruoli macabri che l'hanno reso immortale, nella realtà Karloff era un uomo estremamente timido quanto gentile e sensibile, con una grande passione per le favole e la letteratura per l'infanzia. Su tale argomento partecipò come concorrente a un telequiz, vincendo parecchie sterline.
Ebbe sei matrimoni e cinque divorzi; il primo matrimonio fu con Grace Harding, poi con l'attrice Olive de Wilton, in seguito con Montana Laurena Williams, poi con la ballerina Helene Vivian Soule, indi con Dorothy Stine dalla quale ebbe una figlia, Sara, e infine con Evelyn Helmore. Morì a 82 anni per enfisema polmonare a Midhurst (Sussex) il 2 febbraio 1969. Venne cremato e le sue ceneri sparse nel giardino delle rimembranze di Guildford, nel Surrey.

### Il mostro di Frankenstein
Nel 1931 Carl Laemmle, capo degli Universal Studios, avendo sentito parlare di lui, gli offrì il ruolo del mostro muto e senza nome nel progettato adattamento cinematografico del celebre romanzo di Mary Shelley, il classico gotico Frankenstein, che suo figlio Carl Laemmle Jr. voleva realizzare. Per il ruolo, in verità Laemmle approcciò prima Bela Lugosi, la star ungherese del film Dracula girato nello stesso anno, ma questi rifiutò la parte, perché credeva di essere sottostimato interpretando un mostro muto, senza nemmeno una linea di dialogo e con il viso nascosto da un pesante trucco.
Karloff, che considerava il suo lavorare nel cinema principalmente come una professione e non una vocazione, accettò il ruolo che gli era stato offerto senza esitazioni. James Whale, un regista di origine britannica, aveva fatto il suo nome a Carl Laemmle Jr., che non lo conosceva. Il suo compatriota l'aveva notato durante le riprese del film Graft (1931, diretto da Christy Cabanne). Whale disse in seguito di aver subito notato gli occhi tristi di Karloff; condizione ideale, secondo lui, per la sua visione della creatura di Frankenstein.

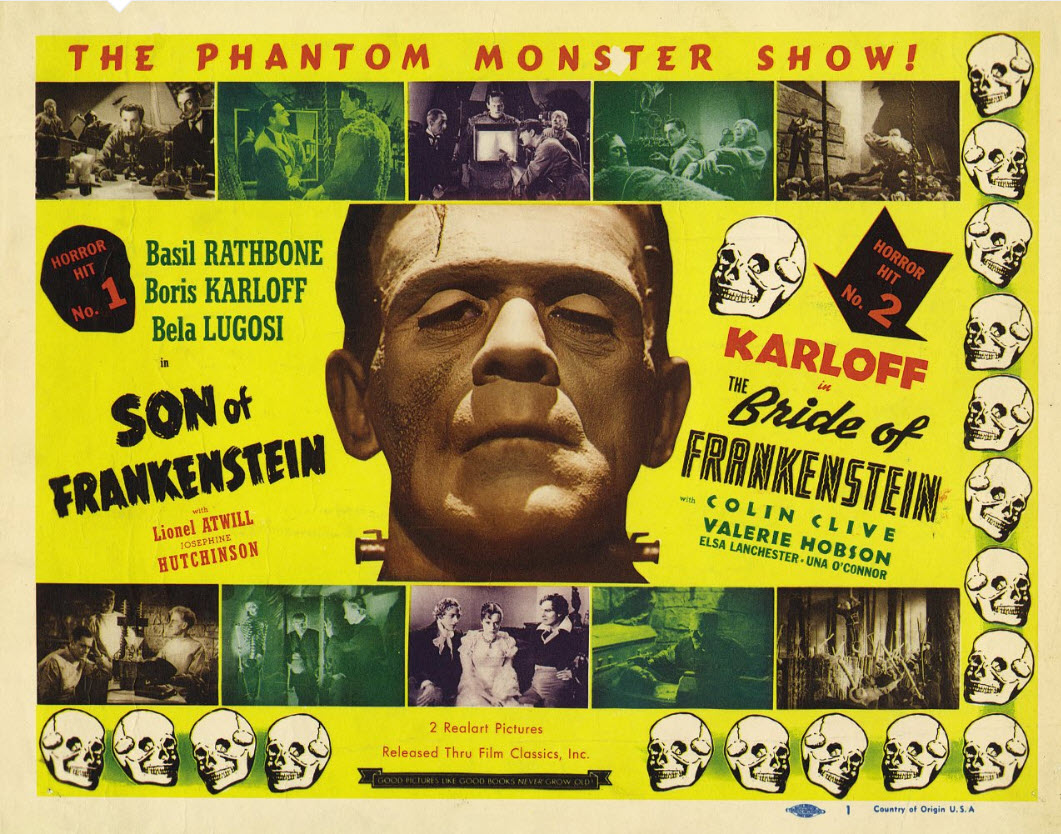
Locandina del 1953

Il film Frankenstein divenne un grande successo finanziario per la Universal e il mostro che Karloff interpretò divenne un'icona della cultura popolare, anche grazie al trucco ideato da Jack Pierce. L'attore, che fino a quel momento era rimasto sconosciuto al grande pubblico nonostante avesse già realizzato oltre 70 film, divenne famoso dal giorno alla notte. La figura del mostro muto e triste rimase nella memoria collettiva del pubblico fino a oggi. Karloff nei titoli di testa del film non viene menzionato per nome ma solo con un "?", per instillare nel pubblico il mistero di chi fosse in realtà la creatura. Diversamente, nei titoli di coda il suo nome viene elencato nel cast insieme agli altri attori.
Nel 1935 Karloff interpretò per la seconda volta il ruolo del mostro di Frankenstein davanti alle cineprese nel film La moglie di Frankenstein (Bride of Frankenstein), ancora una volta diretto da James Whale, con Elsa Lanchester nel ruolo del titolo. La pellicola, un vero e proprio sequel dell'originale, viene considerata dalla critica il miglior film della serie di Frankenstein della Universal, punto saliente della carriera di Boris Karloff, ed è anche considerato uno dei migliori film hollywoodiani degli anni trenta. James Whale, grazie al successo ottenuto dal primo Frankenstein, ottenne dalla Universal maggiore libertà nel dirigere, e fu in grado di resistere alle pressioni della dirigenza.
A differenza del primo Frankenstein, nella pellicola il mostro ha anche alcune battute. Questa volta l'attore riuscì, nonostante la maschera deturpante dovuta al pesante trucco, a fornire espressioni facciali eloquenti e una toccante interpretazione tragica venata di tristezza. Anche questo film divenne un grande successo e cementò la fama di Karloff come "mostro" del cinema.
Un terzo e ultimo film della serie di Frankenstein con Boris Karloff venne girato nel 1939: Il figlio di Frankenstein (Son of Frankenstein, diretto da Rowland V. Lee). Questa volta al film partecipò anche Bela Lugosi nel ruolo del gobbo, barbuto e subdolo Ygor. Egli risveglia il mostro dal coma e diventa il suo migliore amico. Il film è ritenuto essere il più debole dei tre Frankenstein interpretati da Karloff - sia dal punto di vista della sceneggiatura sia da quello della regia. I critici cinematografici elogiarono comunque il lavoro della cinepresa, l'uso magistrale di luci e ombre e gli edifici del cupo scenario in stile vecchia Europa, oltre al tocco umoristico portato dal personaggio di Lugosi. In questo terzo capitolo Karloff agisce solo come un mostro, è inizialmente in coma, immobile per gran parte del film ed è - a differenza del film precedente - nuovamente del tutto muto.
Il film non era nato sotto una buona stella: gli Universal Studios erano stati venduti a nuovi proprietari, il regista James Whale non era più disponibile e Colin Clive, l'attore interprete originale del dottor Frankenstein era morto a causa della sua dipendenza dall'alcool due anni prima. Il ruolo del figlio del dottor Frankenstein, venne interpretato da Basil Rathbone, in seguito noto per la serie di film dedicati a Sherlock Holmes. Lionel Atwill, interpreta un ispettore di polizia con un braccio artificiale di legno. Rispetto ai precedenti due, questa volta il film fu un successo di pubblico ma non di critica.
Il figlio di Frankenstein fu l'ultimo film di Karloff nel ruolo del mostro di Frankenstein, ma l'attore avrebbe incrociato ancora la creatura nel film Al di là del mistero (The House of Frankenstein) del 1944, dove questa volta Karloff interpreta il ruolo di uno scienziato pazzo che vuole servirsi del mostro per i suoi scopi malvagi; e ancora nel 1958 in Frankenstein 1970 dove interpreta, non il mostro, ma per la prima volta Victor Frankenstein (discendente dell'omonimo Barone creatore del mostro).

## Riferimenti nella cultura di massa

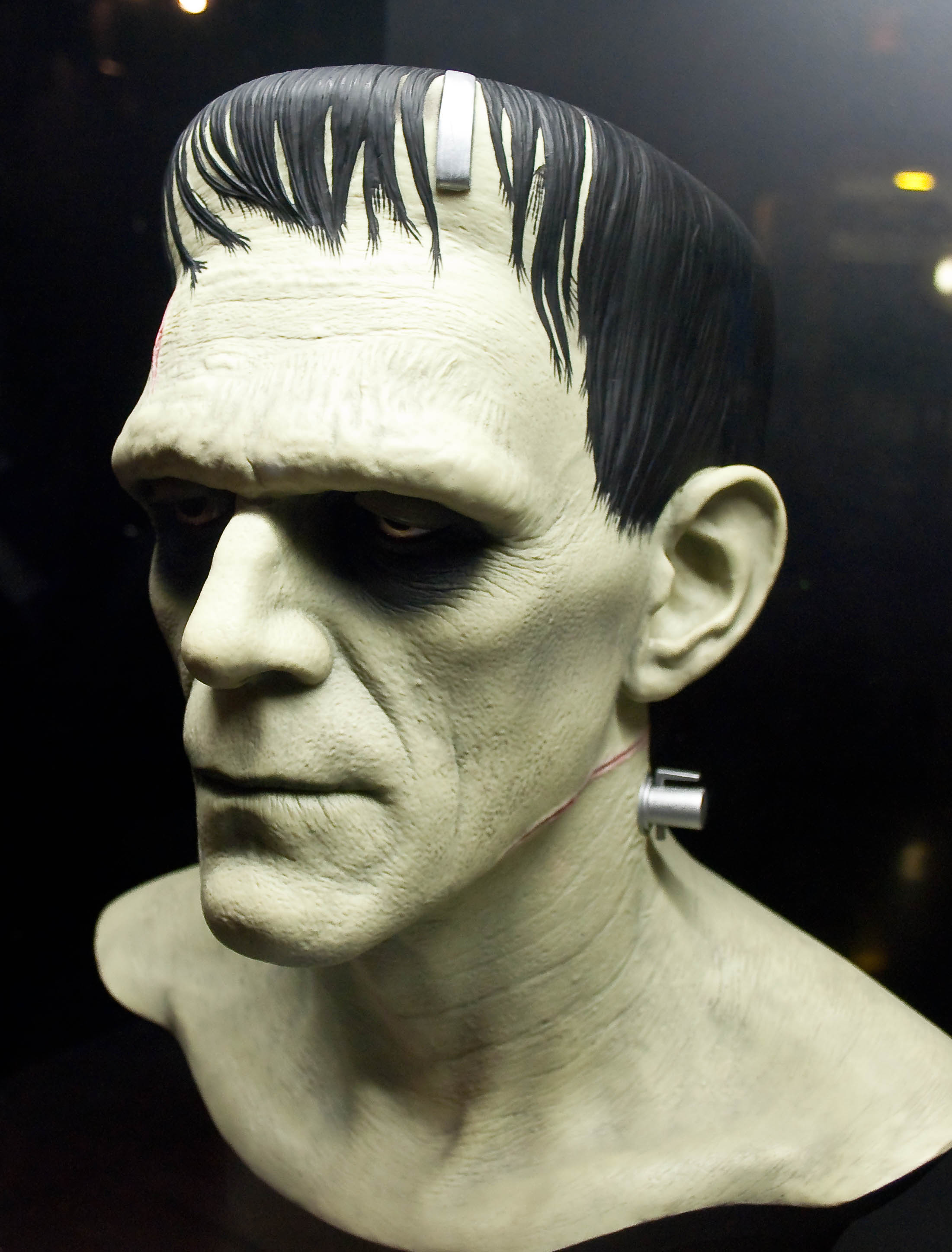
Busto di Karloff truccato da mostro di Frankenstein, Museo Nazionale del Cinema, Torino

Sebbene l'attore sia stato visto in vari ruoli al cinema e in televisione, oltre che sul palcoscenico in oltre 50 anni di vita professionale, fino a oggi nella percezione pubblica, e soprattutto in Europa, il suo nome è principalmente legato al mostro di Frankenstein. Dietro questa figura, da lui interpretata al cinema solo tre volte, è scomparsa quasi completamente la figura umana di William Henry Pratt, alias Boris Karloff. La testa angolare del mostro con lo sguardo triste e vuoto è diventata un'icona dell'orrore surreale e rende immortale Karloff. Già nel 1938, la maschera mostruosa della creatura di Frankestein era diventata il simbolo della grande mostra surrealista svoltasi a Parigi.
Un poster originale del film Frankenstein del 1931 è stato venduto all'asta per 198 000 dollari nel 1994 - la somma più alta, fino a quel momento, pagata per un manifesto cinematografico nel corso di un'asta pubblica. Tre anni più tardi, un manifesto originale de La mummia viene venduto per la somma record di oltre 450 000 dollari. Anche sui tre francobolli a lui dedicati, Karloff fu ritratto con le sembianze dei "suoi mostri": nel 1997 rispettivamente come il mostro di Frankenstein e la mummia, e nel 2003 nella serie American Filmmaking: Behind the Scenes, insieme al truccatore Jack Pierce che gli adatta la maschera del mostro.
Nel 1962, i musicisti Bobby „Boris“ Pickett & The Crypt Kickers dedicarono a Boris Karloff il loro unico successo di classifica, il brano Monster Mash, oggi una famosa canzone di Halloween negli Stati Uniti. Pickett imitava la voce di Karloff e si muoveva durante gli spettacoli come il mostro di Frankenstein. Karloff si disse divertito dalla canzone, nel frattempo diventata un successo, e la cantò anche una volta in un programma televisivo.
Nella scena musicale underground Horrorpunk e Graverock negli Stati Uniti, in Gran Bretagna, in Germania e in Scandinavia, Boris Karloff ha uno status di culto soprattutto come mostro di Frankenstein. Diverse band e musicisti come Misfits, The Spook, Frankenstein, The Monsters e Frankenstein Drag Queens si riferiscono a lui e gli rendono omaggio di frequente. Musicisti come il punk rocker britannico Billy Karloff, il gruppo scozzese Karloff o Christopher Karloff della rock band britannica Kasabian, derivano i propri nomi d'arte direttamente da lui. Boris Karloff è menzionato anche nella canzone Monsterparty della band tedesca Die Ärzte.
Nel febbraio 2006, il prestigioso Film Forum di New York ha ospitato una retrospettiva su Boris Karloff della durata di una settimana con la proiezione di 14 suoi film in occasione del 75º anniversario di Frankenstein. Sono stati mostrati non solo i famosi classici dell'orrore, ma anche pellicole meno note come Graft, La pattuglia sperduta e The Guilty Generation. Film e cimeli di Boris Karloff sono conservati anche all'American Museum of the Moving Image, Queens, New York City. Repliche di Boris Karloff con le fattezze del mostro di Frankenstein e della mummia sono presenti in vari musei delle cere a Hollywood, San Francisco, New York, Londra, Parigi.
Bela Lugosi e Boris Karloff sono citati nel film Ed Wood di Tim Burton (la cui interpretazione di Lugosi fruttò a Martin Landau un Oscar), e Demoni e dei, film sulla vita di James Whale, che ci mostra il "mostro" Karloff nella vita reale. Viene citato nella puntata del 1994 de I Simpson 5x14 Lisa contro Malibu Stacy

## Filmografia

### Cinema
- Il forzato di Caienna (The Lightning Raider), regia di George B. Seitz (1919)
- Il cavaliere mascherato (The Masked Rider), regia di Aubrey M. Kennedy (1919)
- Sua Maestà Douglas (His Majesty, the American), regia di Joseph Henabery (1919)
- The Prince and Betty, regia di Robert Thornby (1919)
- The Deadlier Sex, regia di Robert Thornby (1920)
- Il coraggio di Magda (The Courage of Marge O'Doone), regia di David Smith (1920)
- The Last of the Mohicans, regia di Clarence Brown e Maurice Tourneur (1920)
- The Hope Diamond Mystery, regia di Stuart Paton (1921)
- Without Benefit of Clergy, regia di James Young (1921)
- Cheated Hearts, regia di Hobart Henley (1921)
- The Cave Girl, regia di Joseph Franz (1921)
- The Infidel, regia di James Young (1922)
- The Man from Downing Street, regia di Edward José (1922)
- Nan of the North, regia di Duke Worne (1922)
- The Altar Stairs, regia di Lambert Hillyer (1922)
- Omar the Tentmaker, regia di James Young (1922)
- The Woman Conquers, regia di Tom Forman (1922)
- The Gentleman from America, regia di Edward Sedgwick (1923) - non accreditato
- The Prisoner, regia di Jack Conway (1923)
- The White Panther, regia di Alan James (1924)
- The Hellion, regia di Bruce M. Mitchell (1924)
- Riders of the Plains, regia di Jacques Jaccard (1924)
- Dynamite Dan, regia di Bruce M. Mitchell (1924)
- Forbidden Cargo, regia di Tom Buckingham (1925)
- The Prairie Wife, regia di Hugo Ballin (1925)
- Parisian Nights, regia di Alfred Santell (1925)
- Lady Robinhood, regia di Ralph Ince (1925)
- La voce del sangue (Never the Twain Shall Meet), regia di Maurice Tourneur (1925)
- Perils of the Wild, regia di Francis Ford (1925)
- Without Mercy, regia di George Melford (1925)
- The Greater Glory, regia di Curt Rehfeld (1926)
- The Man in the Saddle regia di Lynn Reynolds e Clifford Smith (1926)
- Her Honor, the Governor, regia di Chester Withey (1926)
- The Bells, regia di James Young (1926)
- The Nickel-Hopper, regia di Hal Yates (1926)
- The Golden Web, regia di Walter Lang (1926)
- Flames, regia di Lewis H. Moomaw (1926)
- Il corsaro mascherato (The Eagle of the Sea), regia di Frank Lloyd (1926) - non accreditato
- Flaming Fury, regia di James Hogan (1926)
- Old Ironsides, regia di James Cruze (1926)
- Valencia, regia di Dimitri Buchowetzki (1926) - non accreditato
- Lascia che piova! (Let it Rain), regia di Edward F. Cline (1927)
- The Princess from Hoboken, regia di Allen Dale (1927)
- Tarzan and the Golden Lion, regia di J.P. McGowan (1927)
- The Meddlin' Stranger, regia di Richard Thorpe (1927)
- The Phantom Buster, regia di William Bertram (1927)
- Soft Cushions, regia di Edward F. Cline (1927)
- Notte d'Arabia (Two Arabian Knights), regia di Lewis Milestone (1927)
- La creola della Luisiana (The Love Mart), regia di George Fitzmaurice (1927)
- Ancore d'oro (Sharp Shooters), regia di John G. Blystone (1928)
- The Vanishing Rider, regia di Ray Taylor (1928)
- Vultures of the Sea, regia di Richard Thorpe (1928)
- Burning the Wind, regia di Herbert Blaché e Henry MacRae (1928)
- The Little Wild Girl, regia di Frank S. Mattison (1928)
- Lo spettro verde (The Unholy Night), regia di Lionel Barrymore (1929)
- The Fatal Warning, regia di Richard Thorpe (1929)
- The Devil's Chaplain, regia di Duke Worne (1929)
- Two Sisters, regia di Scott Pembroke (1929)
- Anne Against the World, regia di Duke Worne (1929)
- The Phantom of the North, regia di Harry S. Webb (1929)
- Behind that Curtain, regia di Irving Cummings (1929)
- The King of the Kongo, regia di Richard Thorpe (1929)
- Femmina (The Bad One), regia di George Fitzmaurice (1930)
- Il vampiro del mare (The Sea Bat), regia di Lionel Barrymore (1930)
- The Utah Kid, regia di Richard Thorpe (1930)
- Codice penale (The Criminal Code), regia di Howard Hawks (1930)
- King of the Wild, regia di Richard Thorpe (1931)
- Cracked Nuts, regia di Edward F. Cline (1931)
- The Vanishing Legion, regia di Ford Beebe, B. Reeves Eason (1931)
- Il mio ragazzo (Young Donovan's Kid), regia di Fred Niblo (1931)
- Smart Money, regia di Alfred E. Green (1931)
- L'elegante giustiziere, regia di J. Walter Ruben (1931)
- I Like Your Nerve, regia di William C. McGann (1931)
- Five Star Final, regia di Mervyn LeRoy (1931)
- Graft, regia di Christy Cabanne (1931)
- Il passaporto giallo (The Yellow Ticket), regia di Raoul Walsh (1931)
- Il diavolo sciancato (The Mad Genius), regia di Michael Curtiz (1931)
- Muraglie (Pardon Us), regia di James Parrott (1931)
- The Guilty Generation, regia di Rowland V. Lee (1931)
- Frankenstein, regia di James Whale (1931)
- Tonight or Never, regia di Mervyn LeRoy (1931)
- Behind the Mask, regia di John Francis Dillon (1931)
- Night World, regia di Hobart Henley (1932)
- Business and Pleasure, regia di David Butler (1932)
- Behind the Mask, regia di John Francis Dillon (1932)
- Skyscraper Souls, regia di Edgar Selwyn (1932)
- The Cohens and Kellys in Hollywood, regia di John Francis Dillon (1932)
- Scarface - Lo sfregiato, regia di Howard Hawks e Richard Rosson (1932)
- The Miracle Man, regia di Norman Z. McLeod (1932)
- La maschera di Fu Manciu (The Mask of Fu Manchu), regia di Charles Brabin (1932)
- La mummia (The Mummy), regia di Karl Freund (1932)
- Il castello maledetto (The Old Dark House), regia di James Whale (1932)
- The Ghoul, regia di T. Hayes Hunter (1933)
- The Black Cat, regia di Edgar G. Ulmer (1934)
- Gift of Gab regia di Karl Freund (1934)
- La pattuglia sperduta (The Lost Patrol), regia di John Ford (1934)
- La casa dei Rothschild (The House of Rothschild), regia di Alfred L. Werker (1934)
- La moglie di Frankenstein (The Bride of Frankenstein), regia di James Whale (1935)
- Il mistero della camera nera (The Black Room), regia di Roy William Neill (1935)
- The Raven, regia di Lew Landers (1935)
- The Man Who Changed His Mind, regia di Robert Stevenson (1936)
- L'ombra che cammina (The Walking Dead), regia di Michael Curtiz (1936)
- Il raggio invisibile (The Invisible Rey), regia di Lambert Hillyer (1936)
- L'idolo del male (Juggernaut), regia di Henry Edwards (1936)
- Il pugnale scomparso (Charlie Chan at the Opera), regia di H. Bruce Humberstone (1936)
- The Man Who Changed His Mind, regia di Robert Stevenson (1936)
- La chiave misteriosa (Night Key), regia di Lloyd Corrigan (1937)
- West of Shanghai, regia di John Farrow (1937)
- La morte invisibile (Mr. Wong, Detective), regia di William Nigh (1938)
- The Invisible Menace, regia di John Farrow (1938)
- Devil's Island, regia di William Clemens (1939)
- Città cinese (Mr. Wong in Chinatown), regia di William Nigh (1939)
- Il figlio di Frankenstein (Son of Frankenstein), regia di Rowland V. Lee (1939)
- L'usurpatore (Tower of London), regia di Rowland V. Lee (1939)
- Vendetta (The Mystery of Mr. Wong), regia di William Nigh (1939)
- L'uomo che non poteva essere impiccato (The Man They Could Not Hang), regia di Nick Grinde (1939)
- You'll Find Out, regia di David Butler (1940)
- Condannato a morte (Doomed to Die), regia di William Nigh (1940)
- Prima che mi impicchino (Before I Hang), regia di Nick Grinde (1940)
- British Intelligence, regia di Terry O. Morse (1940)
- Black Friday, regia di Arthur Lubin (1940)
- L'ora fatale (The Fatal Hour), regia di William Nigh (1940)
- The Ape, regia di William Nigh (1940)
- You'll Find Out, regia di David Butler (1940)
- Uomini dalle nove vite (The Man with Nine Lives), regia di Nick Grinde (1940)
- The Devil Commands, regia di Edward Dmytryk (1941)
- The Boogie Man Will Get You, regia di Lew Landers (1942)
- Al di là del mistero (House of Frankenstein), regia di Erle C. Kenton (1944)
- La voce magica (The Climax), regia di George Waggner (1944)
- La jena (The Body Snatcher), regia di Robert Wise (1945)
- Il vampiro dell'isola (Isle of the Dead), regia di Mark Robson (1945)
- Manicomio (Bedlam), regia di Mark Robson (1946)
- Lo sparviero di Londra (Lured), regia di Douglas Sirk (1947)
- Dick Tracy e il gas misterioso (Dick Tracy Meets Gruesome), regia di John Rawlins (1947)
- Gli invincibili (Unconquered), regia di Cecil B. DeMille (1947)
- Sogni proibiti (The Secret Life of Walter Mitty), regia di Norman Z. McLeod (1947)
- La quercia dei giganti (Tap Roots), regia di George Marshall (1948)
- Gianni e Pinotto e l'assassino misterioso (Bud Abbott Lou Costello Meet the Killer Boris Karloff), regia di Charles Barton (1949)
- Alan, il conte nero (The Strange Door), regia di Joseph Pevney (1951)
- Il mistero del castello nero (The Black Castle), regia di Nathan Juran (1952)
- Gianni e Pinotto contro il dottor Jekyll (Abbott and Costello Meet Dr. Jekyll and Mr. Hyde), regia di Charles Lamont (1953)
- Il mostro dell'isola, regia di Roberto Bianchi Montero (1954)
- Sabaka - Il demone del fuoco (Sabaka), regia di Frank Ferrin (1954)
- Colonnello March (Colonel March of Scotland Yard) – serie TV, N episodi (1956)
- L'isola stregata degli zombies (Voodoo Island), regia di Reginald Le Borg (1957)
- Lo strangolatore folle (Grip of the Strangler), regia di Robert Day (1958)
- Prima dell'anestesia (Corridors of Blood), regia di Robert Day (1958)
- Frankenstein 1970, regia di Howard W. Koch (1958)
- I maghi del terrore (The Raven), regia di Roger Corman (1963)
- Il clan del terrore (The Comedy of Terrors), regia di Jacques Tourneur (1963)
- I tre volti della paura, regia di Mario Bava (1963)
- La vergine di cera (The Terror), regia di Roger Corman (1963)
- Bikini Beach, regia di William Asher (1964)
- Mondo balordo, regia di Roberto Bianchi Montero e Albert T. Viola (1964)
- La morte dall'occhio di cristallo (Die, Monster, Die!), regia di Daniel Haller (1965)
- Il castello delle donne maledette (The Ghost in the Invisible Bikini), regia di Don Weis (1966)
- Suspense a Venezia (The Venetian Affair), regia di Jerry Thorpe (1967)
- Il killer di Satana (The Sorcerers), regia di Michael Reeves (1967)
- Settore tortura (Fear Chamber), regia di Jack Hill e Juan Ibáñez (1968)
- La ballata della morte (House of Evil), regia di Jack Hill e Juan Ibáñez (1968)
- Bersagli (Targets), regia di Peter Bogdanovich (1968)
- Black Horror - Le messe nere (Curse of the Crinsom Altar), regia di Vernon Sewell (1968)
- El coleccionista de cadáveres, regia di Santos Alcocer e di Edward Mann (1971)
- Gli adoratori della morte (La muerte viviente), regia di Jack Hill e Juan Ibáñez (1971)
- Alien Terror (The Incredible Invasion), regia di Juan Ibáñez (1971)

### Televisione
- The Ford Theatre Hour – serie TV (1949)
- The Chevrolet Tele-Theatre – serie TV (1949)
- Starring Boris Karloff – serie TV (1949)
- Suspense – serie TV, 6 episodi (1949-1953)
- Masterpiece Playhouse – serie TV (1950)
- Lights Out – serie TV, episodio 3x04 (1950)
- The Saturday Night Revue with Jack Carter – serie TV (1950)
- Studio One – serie TV, 3 episodi (1951-1958)
- Lux Video Theatre – serie TV, 3 episodi (1951-1957)
- Robert Montgomery Presents – serie TV, 2 episodi (1951-1953)
- CBS Television Workshop – serie TV, episodio Don Quixote (1952)
- Curtain Call – serie TV, episodio The Soul of the Great Bell (1952)
- Tales of Tomorrow – serie TV, 2 episodi (1952-1953)
- Schlitz Playhouse of Stars – serie TV, episodio 1x40 (1952)
- Hollywood Opening Night – serie TV, episodio The Invited Seven (1953)
- ABC Album – serie TV, 2 episodi (1953)
- Colonnello March (Colonel March of Scotland Yard) – serie TV, 26 episodi (1954-1956)
- Climax! – serie TV, 2 episodi (1954-1956)
- The Best of Broadway – serie TV, episodio Arsenic and Old Lace (1955)
- General Electric Theater – serie TV, 2 episodi (1955-1959)
- The Elgin Hour – serie TV, episodio Sting of Death (1955)
- The United States Steel Hour – serie TV, episodio 3x05 (1955)
- A Connecticut Yankee, regia di Bill Hobin e Max Liebman – film TV (1955)
- The Alcoa Hour – serie TV, episodio 1x14 (1956)
- The Red Skelton Show – serie TV 2 episodi (1956-1968)
- Playhouse 90 – serie TV, 3 episodi (1956-1960)
- Suspicion – serie TV, episodio The Deadly Game (1957)
- The Lark, regia di George Schaefer – film TV (1957)
- The Veil – serie TV, 10 episodi (1958)
- Telephone Time – serie TV, episodio 3x25 (1958)
- Le grandi fiabe (Shirley Temple's Storybook) – serie TV, 1 episodio (1958)
- The Gale Storm Show: Oh! Susanna – serie TV, episodio It's Murder My Dear (1959)
- The DuPont Show of the Month – serie TV, episodio 3x07 (1960)
- The Secret World of Eddie Hodges, regia di Norman Jewison – film TV (1960)
- Upgreen - And at 'Em – film TV (1960)
- Who Killed Chung Ling Soo, regia di Al Kouzel – cortometraggio (1960)
- Arsenic and Old Lace, regia di George Schaefer – film TV (1962)
- Route 66 – serie TV, episodio 3x06 (1962)
- Theatre '62 – serie TV, episodio The Paradine Case (1962)
- The Dickie Henderson Show – serie TV, episodio The Gangster (1962)
- Selvaggio west (The Wild Wild West) – serie TV, episodio 2x02 (1966)
- Agenzia U.N.C.L.E. (The Girl from U.N.C.L.E.) – serie TV, episodio 1x03 (1966)
- Le spie (I Spy) – serie TV, episodio 2x22 (1967)
- Reporter alla ribalta (The Name of the Game) – serie TV, episodio 1x11 (1968)

### Doppiaggio
- Come il Grinch rubò il Natale (Dr. Seuss' How the Grinch Stole Christmas!), regia di Chuck Jones e Ben Washam (1966)
- Daydreamer, regia di Jules Bass (1966)
- Mad Monster Party?, regia di Jules Bass (1967)
- The Juggler of Our Lady, regia di Al Kouzel e Gene Deitch (1968)

## Discografia
- 1959 - Tales of Mystery and Imagination
- 1963 - Tales of the Frightened Volume I
- 1963 - Tales of the Frightened Volume II
- 1967 - An Evening with Boris Karloff and His Friends
- 1977 - Selections drom Rudyard Kipling's Just So Stories Read by Boris Karloff
- 1981 - In the Inner Sanctum: Mayhem Behind the Creaking Door!

## Riconoscimenti
Grammy Award
- 1963 – Candidatura alla migliore registrazione per bambini per The Cat Who Walked By Herself
- 1968 – Migliore registrazione per bambini per Come il Grinch rubò il Natale (How the Grinch Stole Christmas!)

## Doppiatori italiani
Nelle versioni in italiano delle opere in cui ha recitato, Boris Karloff è stato doppiata da:
- Mario Ferrari ne La mummia, La casa dei Rothschild, La voce magica, La jena, Gianni e Pinotto e l'assassino misterioso
- Aldo Silvani ne Gli invincibili, Sogni proibiti, La quercia dei giganti, I tre volti della paura
- Cesare Polacco in Scarface - Lo sfregiato, La moglie di Frankenstein, L'usurpatore
- Giorgio Capecchi in Gianni e Pinotto contro il dottor Jekyll, Frankenstein 1970
- Roberto Villa  in Manicomio (doppiaggio tardivo), Bersagli
- Elio Pandolfi ne La morte invisibile (ridoppiaggio), Città cinese (ridoppiaggio)
- Alessandro Rossi ne La mummia (1º ridoppiaggio), La moglie di Frankenstein (ridoppiaggio)
- Amilcare Pettinelli in Condannato a morte
- Lauro Gazzolo in Alan, il conte nero
- Giorgio Piamonti ne Il mistero del castello nero
- Gaetano Verna ne Il mostro dell'isola
- Renato Turi ne I maghi del terrore
- Bruno Persa ne La morte dall'occhio di cristallo
- Pietro Biondi in Al di là del mistero (doppiaggio tardivo)
- Franco Latini ne Lo sparviero di Londra (ridoppiaggio)[12][13]
- Adriano Micantoni ne Il vampiro dell'isola (ridoppiaggio)
- Ambrogio Colombo ne La mummia (2º ridoppiaggio)

Come doppiatore è stato sostituito da:
- Marco Balbi in Come il Grinch rubò il Natale (ridoppiaggio, Grinch)
- Claudio Moneta in Come il Grinch rubò il Natale (ridoppiaggio, narratore)